# Roger Ward
Roger Ward (* 24. Juli 1937 in Adelaide) ist ein australischer Schauspieler.

## Leben
Roger Ward wuchs in Adelaide auf. Er begann seine Bühnenkarriere im Alter von zwölf. Seine bekanntesten Rollen spielte er in Mad Max, Number 96, Homicide, Division 4 und Stone and the Man from Hong Kong.
Auf Tahiti lernte er 1961 Marlon Brando kennen und wirkte als Komparse in Meuterei auf der Bounty mit. Zu dieser Zeit schrieb er seinen Roman The Set, der 1969 in Australien verfilmt wurde (der Roman selbst erschien erst 2011).

## Filmografie (Auswahl)
- 1976: Deathcheaters als erster Police Sergeant
- 1977: High Rolling / Kohle, Koks & heiße Kurven als Lol
- 1977: Cop Shop (TV-Serie) als Bailey
- 1978: No Room to Run (TV-Film) als Delivery Man
- 1978: The Irishman als Kevin Quilty
- 1978: Chopper Squad – A Dream Before Dying (TV-Serie) als Security Guard
- 1979: Doctor Down Under – Impatients (TV-Serie) als Mr. Phillips
- 1979: Mad Max als Fifi
- 1980: Touch and Go / Das Doppelleben dreier Damen / Die Cash & Carry GmbH als Wrestler
- 1980: The Chain Reaction / Die Kettenreaktion als Moose
- 1980: Young Ramsay – A Fair Cow (TV-Serie) als Phil Angel
- 1981: I Can Jump Puddles (TV-Film) als Peter McLeod
- 1981: Bellamy – The Best Damned Killer in the Country als Rafe
- 1981: Lady Stay Dead als Officer Clyde Collings
- 1982: Brothers (Video) als Kameramann Eins
- 1982: Turkey Shoot / Insel der Verdammten als Chief Guard Ritter
- 1982: Sara Dane (TV-Film)
- 1982: Pirate Movie (The Pirate Movie)
- 1984: Special Squad – Country Girl (TV-Serie)
- 1985: Shout! The Story of Johnny O’Keefe (TV-Film) als der Police Sergeant
- 1985: A Fortunate Life (TV Mini-Serie) als Martin
- 1985: Winners – Quest Beyond Time als Fergus
- 1986: Professor Poopsnagle’s Steam Zeppelin (TV-Serie)
- 1987: Poor Man’s Orange (TV Mini-Serie) als Mr. Kilroy
- 1988: Barracuda als Bill 'Der Zahnarzt'
- 1988: Sands of the Bedouin (TV-Film)
- 1988: In geheimer Mission (Mission: Impossible, Fernsehserie)
- 1988: Einstein Junior (Young Einstein) als Katze Pie Cook
- 1990: Quigley der Australier (Quigley Down Under) als Brophy
- 1991: Pirates Island (TV-Film) als Slavemaster
- 1988 bis 1993: A Country Practice (TV-Serie) als Pat O’Connor & Inspector Poulos & Stan Plummer
- 1993: Fatal Bond – Das tödliche Prinzip Zufall als Detective Greaves
- 1995: Zwei ungeschliffene Diamanten (Rough Diamonds) als Merv Drysdale
- 1997: Big Sky – The Principal als Barney
- 1997: Water Rats – Die Hafencops (TV-Serie) als Jim Lockwood
- 1997: The Gift als Removalist #1
- 2001: Keine Angst vor Halloween (When Good Ghouls Go Bad) (TV-Film) als Cheesy der Clown
- 2008: Long Weekend / Lost Weekend als Truckie
- 2010: The Mighty Hand of God als er selbst
- 2010: Bad Behaviour als Voyte
- 2017: Boar als Ken